# 약 (악기)

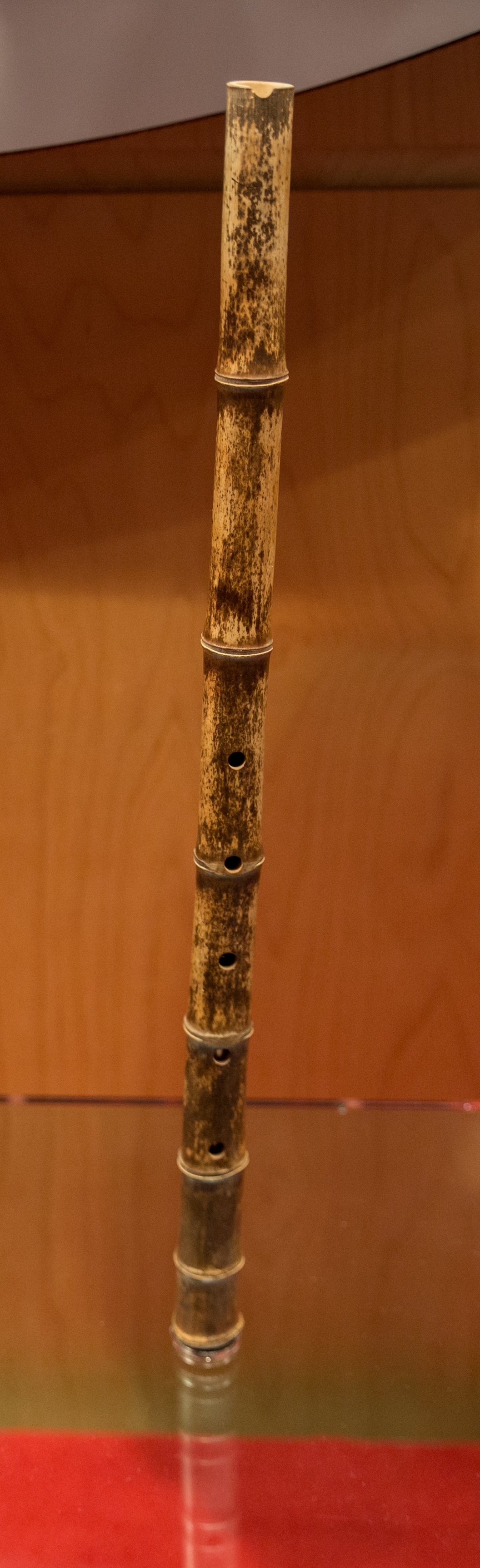

약(籥)은 세로로 부는 한국 전통 관악기이다. 아악(雅樂)에 사용되며 악기분류법에 따르면 죽부(竹部), 또는 공명악기(共鳴樂器)에 속한다.
관악기의 하나. 죽부악기. 아악기. 굵은 대로 구멍을 뚫어 세로 부는 악기이다. 문묘제례악에만 쓰이는 보기 드문 악기이다. 서역에 기원을 둔 고대 중국악기로서 우리나라에는 고려 예종 때 들어왔다. 황죽으로 만들며, 지공이 앞에 셋밖에 없는데, 12율을 연주하므로 구멍의 반을 여는 어려운 주법을 쓴다. 음넓이는 황종(다·c)에서 응종(나·b)까지 한 옥타브쯤 된다. 문묘제례악에 있는 육일무(六佾舞)의 문무(文舞)에 이 악기를 들고 춤춘다.
지공이 셋 밖에 없는데 12율을 내야 하므로 운지법이 매우 어렵다. 그래서 가락이 복잡하거나 속도가 빠른 음악에서는 쓸 수 없고, 단음으로 길게 뻗는 고대 아악에서만 쓰인다. 조선 세종 대에 악기 제작을 위해 임시로 만든 악기도감에서 1424년 11월에 음률에 맞지 않아 봉소, 약, 훈, 지를 교정하여 다시 만들었다는 기록이 세종실록에 전한다.
고려에서 송나라의 대성아악을 수입할 때, 의식 무용인 문무(文舞)와 무무(武舞)를 포함한 일무 (佾舞)에 사용되는 무구(舞具)로 보내졌으며, 지금도 음악 연주에 쓰지 않고, 문묘제례와 종묘제례에서 문무를 출 때 왼손에 들고 추는 무구로 쓴다.